# John Wetton
Pour les articles homonymes, voir Wetton.
 (avril 2021).
Si vous disposez d'ouvrages ou d'articles de référence ou si vous connaissez des sites web de qualité traitant du thème abordé ici, merci de compléter l'article en donnant les références utiles à sa vérifiabilité et en les liant à la section « Notes et références ».
John Kenneth Wetton, né le 12 juin 1949 à Willington et mort le 31 janvier 2017 à Bournemouth, est un auteur-compositeur-interprète britannique. Il est surtout connu en tant que bassiste et chanteur de King Crimson de 1972 à 1974, ainsi que pour le groupe de jazz fusion UK en 1978, et finalement avec Asia de 1982 à 1991, puis de 2006 à 2014. Il joue également de la guitare et des claviers (surtout sur ses albums solo). 

## Biographie
John Wetton grandit à Bournemouth et joue d'abord dans des groupes locaux avec son ami le guitariste et parolier Richard Palmer-James : The Corvettes, The Palmer-James Group, Tetrad et Ginger Man.
Il rejoint ensuite son premier groupe professionnel Mogul Thrash qui ne publie qu'un seul album en 1971. Puis après avoir assisté Renaissance en tournée, il se joint au groupe Family de 1971 à 1972.
En 1972, il fait partie de King Crimson avec Robert Fripp à la guitare et au mellotron, David Cross au violon et au mellotron, Jamie Muir à la batterie et aux percussions et Bill Bruford à la batterie. Avec ce groupe, il retrouve son vieil ami Richard Palmer-James qui agit en tant que parolier, remplaçant ainsi Peter Sinfield. Avec cette formation, trois albums studio, Lark's Tongue in Aspic, Starless and Bible Black et Red  et un album live USA sont produits, deux autres live seront produits plus tard.
Puis John travaille en studio avec Bryan Ferry sur quatre de ses albums solo, soit Another Time, Another Place en 1974,  Let's Stick Together en  1976, In Your Mind en 1977 et The Bride Stripped Bare en 1978.
John va ensuite jouer avec Uriah Heep en 1975 et 1976, enregistrant deux albums avec ce groupe et y joue du piano électrique et du mellotron en plus de la basse.
En 1977, Wetton retrouve Bill Bruford pour former le super-groupe UK, avec Allan Holdsworth à la guitare et Eddie Jobson aux claviers et au violon : le groupe produit trois albums, deux studio et un live, avant de se séparer.
En 1979, John joue à nouveau avec son vieil ami d'enfance Richard Palmer-James alors qu'il forme l'éphémère groupe Jack-Knife avec le claviériste John Hutcheson, avec lequel il a joué dans les années '60. Un album I Wish You Would sort en 1979.
John rejoint ensuite Wishbone Ash en 1980 et un album est publié en 1981.
Puis, il joue brièvement avec le groupe français Atoll en 1980 et 1981. Il le quittera en leur empruntant une chanson, (Here Come The Feelings), qui sera réenregistrée avec Asia : groupe qu'il forme en 1982 avec Steve Howe à la guitare, Geoff Downes aux claviers et Carl Palmer à la batterie. John Wetton enregistre avec le groupe quatre albums avant de le quitter en 1991 et d'être remplacé par John Payne.
En 2000, il forme l'éphémère groupe Qango avec Carl Palmer, Dave Kilminster à la guitare et John Young aux claviers. Le groupe ne publie qu'un seul album avant de se dissoudre. Par la suite, John publie un album en duo avec le claviériste d'Asia Geoff Downes en 2002 avant de poursuivre sous le nom de Icon : trois albums studio et trois live sortiront sous ce nom.

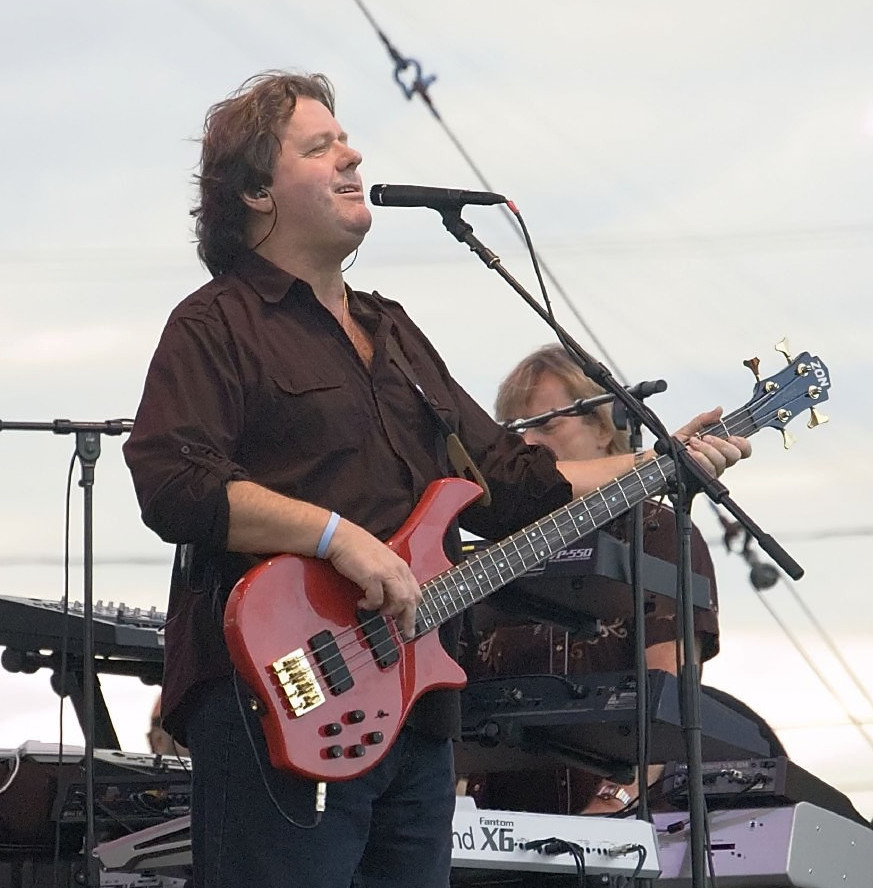
John Wetton avec Asia (2006)

En 2006, Wetton retrouve Asia reformé dans sa formation d'origine, avec Downes, Howe et Palmer, pour une tournée mondiale entièrement consacrée aux titres des deux premiers albums. Le groupe reformé enregistrera quatre albums entre 2008 et 2014.
En 2009, Wetton retrouve Jobson avec lequel il donne trois concerts en Pologne en novembre dans le cadre du projet Ultimate Zero (U-Z) de Jobson. Ils jouent des pièces de UK et King Crimson. Un CD compilé à partir de diverses interprétations, incluant plusieurs titres des spectacles polonais, est ensuite publié.
En 2011, Wetton et Jobson reforment UK accompagnés par Marco Minnemann à la batterie et Alex Machacek à la guitare. Le groupe tourne au Japon et aux États-Unis. Le batteur Terry Bozzio (qui avait remplacé Bruford sur leur deuxième album) retrouve UK pour une tournée américaine en 2012.
John Wetton est initialement reconnu pour le son impétieux de sa basse et ses capacités d'improvisation (comme le montrent le coffret d'enregistrements en concert de King Crimson The Great Deceiver ou encore Lark's tongues in aspic pt 1). Bien que sa carrière musicale depuis les années 1980 ait pris un tournant plus commercial (le premier album d'Asia, en 1982, est le plus vendu de sa carrière), c'est aussi un compositeur à l'origine de certaines des plus belles mélodies des groupes auxquels il a appartenu, notamment King Crimson, UK et Asia.
Au cours des dernières années de sa vie, il joue rarement de la basse, privilégiant une approche auteur-compositeur-interprète qui met fréquemment en avant l'emploi de la guitare acoustique. John récupère lentement à la maison, après avoir subi une opération pour un cancer du colon en mai 2015. On lui a alors retiré une masse cancéreuse d'un kilo à l'abdomen, selon le site officiel du musicien.
Malgré cela, John Wetton meurt le 31 janvier 2017. En avril et mai de la même année, Eddie Jobson et Marc Bonilla entreprennent une mini tournée en hommage à John Wetton et Keith Emerson, décédé également quelques mois plus tôt, le 10 mars 2016.

## Équipement
John Wetton joua essentiellement sur Fender Precision Bass du début de sa carrière jusqu'à son départ d' Asia en 1985. Dans les dernières années de sa vie, on le voit fréquemment jouer sur une Zon Legacy, puis sur une Gibson Victory Artist. Par ailleurs, le clip de Heat of the moment (Asia, 1982) le montre jouant sur une Fender Jazz Bass. S'agissant d'un playback, rien ne permet d'affirmer qu'il l'a réellement utilisée en studio ou en concert.
À l'époque de King Crimson, son amplification est constituée de têtes d'amplis Hiwatt et d'enceintes Cerwin Vega. Ensuite il utilisera essentiellement des Ampeg SVT.
Il joue aussi de la guitare et des claviers sur ses albums solo ainsi que sur des projets avec d'autres musiciens, dont Wetton-Manzanera, Jack Knife (avec Richard Palmer-James), Wishbone Ash et Icon.

## Discographie

### Solo

#### Albums studio
| - 1980 : Caught in the Crossfire - 1994 : Voice Mail/Battle Lines - 1997 : Arkangel - 1998 : Arkangel - Réédition de l'album de 1997 avec Robert Fripp, Steve Hackett, Richard Palmer-James, etc. | - 2000 : Welcome to Heaven - 2001 : Sinister - Réédition du précédent avec Ian McDonald, Steve Hackett, Dick Wagner, etc. - 2003 : Rock of Faith - 2011 : Raised in Captivity |

#### Albums live
| - 1994 : Chasing the dragon Live in Japan - 1996 : Akutika Live in America - 1998 : Live in Tokyo 1997 - 1999 : No Man's Land Live en Pologne - 1999 : Hazy Monet Live In New York City May 27, 1997 - 1999 : Sub Rosa Live in Milan Italy - 2000 : Live At The Sun Plaza Tokyo 1999 - 2002 : An evening with John Wetton - Avec Geoff Downes, John Young, John Mitchell, etc. - 2003 : Live in Argentina - 2 CD | - 2003 : Live at XM Satellite Radio - 2003 : Live in Stockholm 1998 - 2003 : Live in Osaka - 2 CD - 2003 : Live in the Underworld - 2004 : Amata - Live en Pologne - 2004 : Agenda - 2015 : Live via satellite - 2015 : John Wetton, Les Paul And His Trio – New York Minute - Live At The Iridium |

#### Musique originale de films
- 1998 : Chasing the deer

#### Compilations
- 1987 : King's Road, 1972–1980
- 2001 : Anthology
- 2003 : Asia & John Wetton – The Asia Story Featuring John Wetton - 2 CD - CD 1 avec Asia CD 2 avec John Wetton solo.
- 2015 : The Studio Recordings Anthology

### Mogul Thrash
- 1971 : Mogul Thrash (en)

### Family
- 1971 : Fearless
- 1972 : Bandstand

### King Crimson
| - 1973 : Larks' Tongues in Aspic - 1974 : Starless and Bible Black - 1974 : Red | - 1975 : USA - 1992 : The Great Deceiver - 1997 : The Night Watch |

### Uriah Heep
- 1975 : Return to Fantasy
- 1976 : High and Mighty

### Roxy Music
- 1976 : Viva! (en concert)

### UK
| - 1978 : UK - 1979 : Danger Money | - 1979 : Night After Night - 1999 : Concert Classics Vol 4, enregistré en 1978 - 2013 : Reunion Live in Tokyo, enregistré en 2011 - 2015 : Curtain call, enregistré en 2013 |

### Wishbone Ash
- 1981 : Number the Brave

### Asia

#### Albums studios
- 1982 : Asia
- 1983 : Alpha
- 1985 : Astra
- 1990 : Then and Now - Moitié Studio Moitié Compilation
- 2008 : Phoenix
- 2010 : Omega
- 2012 : XXX
- 2013 : Gravitas

#### Albums live
- 1991 : Mockba : Live in Russia
- 1991 : Live in Moscow
- 1997 : Live in Nottingham
- 2001 : Alive in Hallowed Halls
- 2003 : Live in Hyogo
- 2004 : Live in Massachusetts 83
- 2007 : Live in Nottingham
- 2007 : Fantasia Live in Tokyo
- 2010 : Spirit of the Night – Live in Cambridge 09
- 2010 : Live around the world
- 2012 : Resonance - The Omega Tour 2010
- 2014 : High Voltage Live
- 2015 : Axis Xxx Live In San Francisco

#### Albums compilation
- 2000 : The Very Best of Asia: Heat of the Moment (1982–1990)
- 2002 : Anthologia: The 20th Anniversary/Geffen Years Collection (1982-1990)
- 2003 : The Best Of Asia
- 2005 : Gold - Album Double
- 2006 : Definitive Collection

### Qango
- 2000 : Live in the hood - Avec Dave Kilminster, John Young et Carl Palmer.

### Wetton/Downes
- 2002 : Wetton/Downes

### Ken Hensley & John Wetton
- 2002 : More than conquerors - DVD

### Icon
| - 2005 : Icon - 2006 : Icon II: Rubicon - 2009 : Icon 3 | - 2006 : Icon Live: Never in a Million Years - 2006 : Icon: Acoustic TV Broadcast - Sortie simultanée en CD et DVD - 2012 : Icon: Heat Of The Rising Sun |

##### EP
- 2005 : Heat of the Moment

### Wetton Manzanera
- 1987 : Wetton/Manzanera

### Collaborations
- 1971 : Gordon Haskell : It is and it isn't
- 1972 : Larry Norman : Only visiting this planet
- 1973 : Malcolm and Alwyn : Fool's Wisdom
- 1973 : Peter Banks : Two sides of Peter Banks - Avec Steve Hackett, Jan Akkerman, Phil Collins, Michael Hough, Ray Bennett.
- 1973 : Brian Eno : Here Come the Warm Jets - Avec Robert Fripp, Phil Manzanera, Paul Thompson, Andy Mackay, etc.
- 1973 : Peter Sinfield : Still - Avec Greg Lake, Boz Burrell, Keith Tippett, Mel Collins, Ian Wallace, Keith Christmas.
- 1974 : Bryan Ferry : Another time, Another place - Avec David O'List, Jimmy Hastings, Morris Pert, J. Peter Robinson, etc.
- 1975 : Phil Manzanera : Diamond Head
- 1976 : Bryan Ferry : Let's stick together - Avec Chris Spedding, David O'List, Mel Collins, Eddie Jobson, John Gustafson, etc.
- 1977 : Duncan Mackay : Score
- 1977 : Bryan Ferry : In your mind
- 1978 : Bryan Ferry : The bride stripped bare
- 1978 : Phil Manzanera : K-Scope
- 1979 : Jack Knife : I wish you would - Avec Richard Palmer-James.
- 1979 : Atoll : Rock Puzzle
- 1980 : Roger Chapman : Mail Order Magic
- 1981 : Roger Chapman : Hyenas Only Laugh for Fun
- 1997 : Steve Hackett : Genesis Revisited
- 1997 : David Cross : Exiles
- 1998 : Steve Hackett : The Tokyo Tapes
- 1998 : Richard Palmer-James : Monkey Business 1972 - 1997
- 1999 : Steve Hackett - Darktown - Samplings de basse.
- 2000 : Martin Orford - « Classical Music And Popular Songs » - chant sur « A Part Of Me »
- 2002 : Daniele Liverani : Genius A Rock Opera – Episode 1
- 2002 : Ken Hensley : One way or another
- 2007 : Alan Simon : Excalibur II: The Celtic Ring
- 2008 : Martin Turner's Wishbone Ash : Argus Through The Looking Glass
- 2008 : Martin Orford : "The Old Road"
- 2010 : Eddie Jobson : Ultimate Zero – The Best of the U-Z Project Live
- 2012 : Steve Hackett : Genesis Revisited II - Basse et chant sur Afterglow.
- 2012 : Alan Simon : Excalibur III: The Origins
- 2013 : Steve Hackett : Genesis Revisited: Live at Hammersmith - Basse et chant sur Afterglow
- 2013 : Ayreon : The Theory of Everything
- 2013 : Renaissance : Grandine il Vento
- 2014 : District 97 : One More Red Night - Live in Chicago
- 2014 : Steve Hackett : Genesis Revisited: Live at the Royal Albert Hall - Chant sur Firth of fifth.
- 2014 : John Wetton & Richard Palmer-James : Jack-Knife/Monkey Business 1972 - 1997
- 2015 : Eddie Jobson : Four Decades